# Scutellaria nepetoides
Scutellaria nepetoides là một loài thực vật có hoa trong họ Hoa môi. Loài này được Popov ex Juz. miêu tả khoa học đầu tiên năm 1951.